# Гері Снайдер
Ґері Шерман Снайдер (англ. Gary Sherman Snyder; нар. 8 травня 1930, Сан-Франциско) — американський поет, есеїст, філософ, еколог. Викладає в університеті у Каліфорнії. Член редколегії журналу «Екологічна етика» (англ. «Environmental ethics»). Лауреат Пулітцерівської премії (1975) за книгу «Черепашачий острів», що принесла йому світову славу. Його погляди можна охарактеризувати як «духовна екологія». Опублікував кілька десятків книг поезії та прози на захист  дикої природи, серед яких «Досвід життя на лоні дикої природи», «Місце у просторі», «Гори і річки без кінця». Поет неодноразово заявляв, що його виборчим округом є дика природа, а він — її спікер у конгресі.

## Біографія

### Ранні роки: Вашингтон, Орегон
Ґері Снайдер народився 8 травня 1930 у Сан-Франциско. Його батьки Ґарольд Снайдер і Lois Hennesy Wilkey були німецько-шотландсько-англійського походження, також у нього була молодша сестра Антея. Під час Великої депресії батько збіднів і 1932 року забрав сім'ю на свою батьківщину у штат Вашингтон в окрузі King County, де мав молочну ферму. Тут Ґері захопився життям на лоні дикої природи і побутом американських індіанців. Також його мати проявляла літературні амбіції, хоча й змушена була вікувати вік у селі; завдяки їй Ґері з 5-річного віку захопився літературою. У 1937 році, коли Ґері сильно попік ноги і змушений був 4 місяці лежати в ліжку, він почав багато читати; книжки йому приносили з публічної бібліотеки Сієтла. Найбільше враження справила творчість Ернеста Сетона-Томпсона. "У юності у мене була безпосередня, інтуїтивна глибока симпатія до природного світу, якої мене ніхто не вчив. У цьому сенсі природа є моїм «гуру».
У 1942 році, коли батьки розлучилися, Ґері з матір'ю і сестрою переїхав до Портленда, штат Орегон. Мати працювала репортером газети Oregonian, туди прийшов і Ґері, також певний час підпрацьовував на місцевій радіостанції.
Під час навчання у державних школах в Сієтлі і в Lincoln High School у Портленді, зачитувався літературою на індіанські теми і про пригоди піонерів прерій. Після знайомства у Художньому музеї в Сієтлі з китайським пейзажним живописом, в 10-річного Ґері зародився стійкий інтерес до цивілізацій Сходу і східних філософій, в яких згодом вбачав протиотруту до проблем Західного світу. Починаючи з 1943 року, ходив у гори; у Портленді відвідував заняття альпінізмом у клубі Mazamas.
У 1947, по закінченні середньої школи, вступив до приватного гуманітарного університету Reed College в Портленді, директор якого, прочитавши ранні вірші Ґері, допоміг йому отримати стипендію для навчання. У коледжі познайомився з майбутніми поетами Біт-покоління Філіпом Вейленом і Лью Велчем; тоді ж уперше опублікував свої вірші у студентському журналі. Навчаючись у Reed College, відвідував заняття з курсивної каліграфії у Ллойда Рейнольдса. Велике враження на нього справила книга Ернеста Феллози «Періодизація китайського та японського мистецтва». Під час канікул влітку 1948 плавав моряком на торговому судні. Надалі підпрацьовував лісником, лісорубом, теслею. Навчаючись у Reed College, досліджував фольклор в індіанській резервації Warm Spring (штат Орегон).
1950 року Гері Снайдер одружився з Елісон Ґасс, проте через сім місяців вони розійшлися (офіційно — в 1952 році).
По закінченні у 1951 році Reed College отримав ступінь бакалавра мистецтв з антропології та англійської мови, і того ж року вступив до аспірантури Університету штату Індіана зі спеціальності антропологія, маючи намір займатися етнолінґвістикою. Однак провчився там лише один семестр і переїхав до Сан-Франциско. 

### В Каліфорнії
В Сан-Франциско проживав у помешканні Філіппа Вейлена. Захопився творчістю Дайсецу Тейтару Судзукі — японського популяризатора дзен-буддизму у США, залучивши до цього Вейлена. Два сезони працював лісовим пожежним доглядачем у Північних Каскадних горах у штаті Вашингтон — на Кратерній горі (у теплий період 1952 року) і горі Sourdough (у 1953 р.) на березі річки Скеджіт.
Восени 1953 Ґері Снайдер вступив до аспірантури Каліфорнійського університету в Берклі на факультет східних мов. Півроку працював лісорубом, протоколістом на розвантаженні лісодеревини в індіанській резервації Warm Spring в штаті Ореґон, на дорожному бульдозері (буксирі) в лісі.
У той час готував матеріали до першої поетичної збірки «Міфи і тексти». 
Паралельно з навчанням у Берклі упродовж 1955—1956 як вільний слухач відвідував Американську академію досліджень Азії, де викладав Алан Вотс. Під впливом Вотса зацікавився дзен-буддизмом. На його заняттях познайомився з японським художником Сабуро Хасегава, під впливом якого задумав поему «Безмежні гори й води». 
Літературна слава прийшла до Снайдера після виступу в Six Gallery на Філмор-стріт у Сан-Франциско 7 жовтня 1955 року разом з молодими поетами Сан-Франциско та Нью-Йорка (покоління Beat Generation). Запросив його Аллен Ґінзберґ. В день виступу Ґері познайомився з Джеком Керуаком. Снайдер читав останнім — вірш «A Berry Feast». Поетичні читання стали початком Поетичного ренесансу Сан-Франциско. Згодом Джек Керуак вивів його під іменем Джефі Райтера в романі «Волоцюги Дхарми» (1958).
Кілька місяців прожив у каюті (човен назвав «Marin-an») спільно з Джеком Керуаком біля Mill Valley, Каліфорнія. 
Поетичну збірку «Міфи і тексти» докінчив у 1956 р., проживаючи в закинутій халупі в окрузі Марін, Каліфорнія.  
У 1955 Ґері отримав ґрант від Першого Дзен-інституту США (хоча Державний департамент і чинив перешкоди Ґері як людині лівих поглядів у часи маккартизму) і в травні 1956 виїхав до Японії. 

### Між США і Японією
Перебуваючи у Кіото, проживав на території Шококі-джи (храму Ріндзай Дзен). На початку липня 1956 став офіційно буддистом. Упродовж двох років вивчав японську поезію та дзен-буддизм, практикував медитацію, певний час проживав в ашрамі. Повернувся з Японії до Сан-Франциско у 1958 році, найнявшись матросом машинного відділення нафтового танкера «Саппа Creek», який прямував через Стамбул. Знову поселився в каюті «Marin-an». На початку червня 1958 року познайомився з поетесою Джоан Кайґер (нар. 1934), яка теж захоплювалася східними філософіями. У той час підготував до друку поетичну збірку «Кам'яні насипи» (Сан-Франциско, 1959). У 1959 році вдруге відбув до Японії, де знімав котедж біля Кіото. Тут 28 лютого 1960 одружився із Джоан Кайгер. Разом вони здійснили 6-місячну подорож до Індії; з ними подорожував також Аллен Ґінзберґ зі своїм коханцем поетом Пітером Орловскі. Після повернення з Індії Ґері з Джоан розлучилися (офіційно в 1965).
У 1960 вийшла збірка «Міфи і тексти». 
У 1961 написав есе «Буддійський анархізм».
У 1964 повернувся до Берклі, де викладає англійську мову в Каліфорнійському університеті — до 1965 р.
У 1966 разом з Алленом Ґінзберґом, учасниками Дзен-центру зі Сан-Франциско купили 100 акрів землі на березі річки Південна Юба у передгір'ях Сьєрра-Невади на краю Національного заповідника Тахо на північ від Невада-сіті, штат Каліфорнія.
У 1966 Ґері Снайдер утретє відбув до Японії, де в Осака познайомився з японкою Маса Уехара. Повернувшись до США, взяв участь в організації хіппі-фестивалю Human Be-In 14 січня 1967 у Сан-Франциско разом з Ґінзберґом.
Літній період 1967 і 1968 років провів на японському острові Suwanosejima у Східнокитайському морі. Тут 6 серпня 1967 Ґері снайдер одружився з Маса Уехара, з якою має синів Кая (нар. у квітні 1968) і Джена (нар. 1969).

### Повернення в Каліфорнію
У 1969 році остаточно повернувся до США з наміром збудувати на своїй ділянці у Сьєрра-Невада будинок і жити на лоні природі. 
Того ж 1969 року опублікував екологістський трактат «Four Changes» («Чотири зміни», «Чотири кроки») із попередженням про небезпеку перенаселення, забруднення навколишнього середовища, надмірного споживання природних ресурсів, наголосивши на необхідних діях. 
У 1971 році почав жити зі сім'єю у навозбудованому будинку в Сан-Хуан-Рідж у передгір'ї Сьєрра-Невада у передгір'ях Сьєрра-Невади. 
У 1986—2003 роках Ґері Снайдер викладав англійську літературу в Каліфорнійському університеті в Девісі. У 1989 році розлучився з Маса Уехара і згодом одружився з Керол Лінн Кода (3 жовтня 1947 — 29 червня 2006), яка походила з американо-японської селянської сім'ї; з нею жив до її смерті від раку.
Гері Снайдер пише, що його спроба повернутися до землі є «не якимось ностальгічним відтворенням дев'ятнадцятого століття. Тут є покоління білих людей, яке врешті-решт готове вчитися у старших, як жити на континенті, пам'ятаючи, що наші діти і надалі протягом століть будуть жити тут (не на Місяці). Ті, що люблять і захищають цю землю, ці дерева, цих вовків, тубільці Черепашачого острова».

## Творчість
Протягом усіх цих років Гері Снайдер написав одинадцять книг поезії і вісім книг есеїстики. У дусі Генрі Девіда Торо Снайдер досліджує близький зв'язок між людиною і місцем, людиною і життям. «Ми тільки в останні десять років почали тут створювати пісні, які будуть співатися від імені рослин, гір, тварин і дітей. Коли ви бачите свого першого оленя посеред дня, ви співаєте, щоб привітати оленя або вашого першого чорного дрозда — я бачив одного цього ранку! Така поезія буде створена нами, коли ми заново заселимо цю землю людьми, які знають, що вони належать їй; для яких „первісне“ — це не слово, яке позначає минуле, але первинне і майбутнє».
Поезія Снайдера несе у собі зв'язок між примітивними формами свідомості і способами буття у світі. «Черепашачий острів» — загальнолюдський міф древніх народів, де маса Землі, яка підтримує життя, піднімаючись як спина космічної черепахи, височить над водою. Цивілізація у поета характеризується, як ракова пухлина, що розповзається, яку він діагностує, як викликану вірусом грошей.
|  | У неділю чотириколісний джип компанії з нерухомості привозить землемірів, проектувальників, вони кажуть Землі: «Розсунь свої ноги...» |

Снайдер спонукає нас вчитися мудрості у американських тубільців, шукати знань не для того, щоб панувати над природою, а для того, щоб знайти своє місце в павутині життя.
|  | Ця жива поточна Земля, це все, що існує назавжди. Ми — це вона, вона співає через нас. Ми б могли жити на цій Землі без одягу або інструментів! |

Філософія Снайдера проста і зрозуміла. «Мислителі  глибинної екології наполягають на тому, що природний світ має власну цінність, що здоров'я природних систем має стати найпершою турботою, і що це найкраще служить інтересам людства. Вони усвідомлюють, що первісні люди — наші вчителі цих цінностей». Коли Снайдер пише про ці речі, вони стають глибоко філософськими — у віршах і прозі думки автора виражені гранично ясно і чітко. «Дика земля, хороша земля, священна земля. Наше поняття Доброї Землі йде від сільського господарства, де воно звужується до значення землі родючої, обробленої, і таким чином є протилежністю дикій», — пише вчений, і відразу наводить приклад, що тільки дикі землі визнавалися язичниками священними. «Тільки від стародавніх культур ми чуємо про священні ліси, священні землі в контексті істинної віри і звичаїв».
На думку Снайдера, зараз начасі провести переоцінку цінностей, повернувшись до стародавніх понять. Дика земля — одночасно хороша і священна: «поняття Хороша (та, що сприяє існуванню безлічі життів), Дика (природна, натуральна) і, нарешті, Священна насправді виявляються єдиними. (…) Хороша, дика і священна не можуть бути розділені і перебувати на відстані одна від одної».
Снайдер наводить синтоїстську заповідь про збереження священних куточків природи: «Ніколи не ріжте нічого, ніколи не зводьте нічого, не стверджуйте, ніколи не з'ясовуйте нічого в святих природних місцях, добираючись до наукової істини, і не розбирайте, не деформуйте нічого з тієї ж причини. Не полюйте, не ловіть рибу, не проріджуйте лісу, не запалюйте і не гасіть те, що горить».
Різні дикі місця мають безліч застосувань. «Це місця, де усамітнюються жінки, місця, що приймають тіла померлих, і де молоді юнаки та дівчата отримують особливі настанови. Такі місця пророчі, заряджені особливим значенням і силою. Пам'ятаються такі місця дуже довго».
Можна помітити, що романтизм екології Снайдера дуже практичний. Він не тільки оспівує, але й вчить. Спостерігаючи за ставленням різних культур до природи, Снайдер підкреслює спільну рису — ставлення у жителів сіл завжди дбайливіше до природи, ніж у містян. І навіть «етикет жителів сіл може бути таким же вишуканим, складним, як і будь-якої міської людини». Цікавий приклад з давньої китайської поеми, у якій після чергового повстання її герой вигукнув: «Державу зруйновано, але гори і річки живі!». Японський поет Нанао Сакакі нещодавно переробив цей рядок, давши йому сучасне прочитання: «Гори і річки зруйновані, а держава живе!» Гірка іронія.
У своїх книгах Гері Снайдер закликає:
|  | Ми благословенні невеликим залишком дикої природи, спадщиною, яку необхідно зберегти для народів усього світу... Глухі ліси знову повертаються. Праліси Заходу все ще навколо нас. Усі будинки Сан-Франциско, Портленда, Сієтла, Лонгв'ю збудовано зі стовбурів дерев. Здеріть фарбу у старій квартирі в Сан-Франциско, і ви побачите першокласні панелі червоного дерева. Ми щодня живемо в укритті стародавніх дерев. Нашим праправнукам, найвірогідніше, доведеться жити в укритті, що складатиметься з окремих рослин поблизу гирла річки. Таку ж кількість років, як живому дереву, необхідно й упалому дереву, щоб повернутися в ґрунт. Якби суспільства навчилися жити таким темпом, не було б вимирання, були б чисті річки, і лосось повернувся б відкладати ікру. Незайманий ліс, стародавній, чистий, міцний досяг висоти. |

Гері Снайдер є лідером «великої революції рюкзаків» 1960–1970-х років, коли мільйони американців покидали церкви і вирушали молитися в гори. Його етика сполучає в собі буддизм, американський культ дикої природи та екологічну мудрість американських індіанців. «Рослини і тварини це ті ж люди», — пише Снайдер. Тому він вимагає перефразувати відоме гасло «владу людям» на «владу усім людям», пояснюючи: «Нам необхідно включити інших людей, тих, що повзають і ходять, і тих, що літають і плавають, у нашу вселенську спільність. Адже якщо всіх цих людей не вчити, то вони повстануть проти нас, як американські колоністи проти британського уряду». Снайдер вважає, що «скривджена людиною природа не буде вести з нею переговори про її виживання». Як вихід він пропонує розширювати моральну спільність і включати «всю решту життя» у наше демократичне суспільство.
Снайдер навмисно застосовує правовий лібералізм до проблем взаємин людини з природою. Він ототожнює природу з пригніченою меншістю, права якої постійно порушуються людиною. Як поет і буддист, він бачить себе у ролі захисника «дерева, яке не представлено ні на інтелектуальному, ні на урядовому рівні». Його вахтою стала дика природа, ідеологією — глибинна екологія, зброєю — проза і вірші.
|  | О Сило, що вихором несеш нас одне до одного, даруй нам блаженство, даруй нам велике звільнення і всьому живому, тому, що зникає, зраненому, чиє життя на Землі під загрозою, ми віддаємо цю любов. Нехай примножиться їх число. |

Поети, вважає Снайдер, унікальні тим, що «можуть розуміти дерева». На відміну від багатьох американських екофілософів, невідомих широкій публіці, Гері Снайдер є відомим оратором, лектором, популярним об'єктом для телевізійних інтерв'ю, свого роду спікером прав природи. Він говорить про нову, розширену демократію, яка включатиме сферу нелюдського.
Іншою екологічною ідеєю, яку активно розвиває Гері Снайдер, є ідея біорегіоналізму — політично і екологічно децентралізованої культури, де люди намагаються жити у злагоді з природою.
В есе Снайдера екофілософські питання обговорюються з лінгвістичними витонченістю і стилем, і читання його книжок стає задоволенням. Збірка екологічних есе «Практика дикого» — одна з найкращих. Екофілософ Макс Оелшлегер відносить цю збірку до таких видатних екофілософських праць як «Уолден» Генрі Девіда Торо і «Альманах піщаного графства» Олдо Леопольда.

## Про Гері Снайдера
- Halper J. Gary Snyder: dimensions of a life. — San Francisco: Sierra Club Books, 1991. — 452 p.
- McLean W. Scott / ed. Gary Snyder: The real work. — New York: New Direction, 1980.
- Murphy P. Understanding Gary Snyder. — Columbia, S.C: Univ. South California Press, 1992.
- Steuding В. Gary Snyder. — Boston: Twayne Publishers, 1976.

## Ресурси Інтернету
- Eliot Weinberger (Winter 1996). Gary Snyder, The Art of Poetry No. 74. The Paris Review. Архів оригіналу за 17 серпня 2011. Процитовано 12 березня 2014.
- Profile at Poetry Foundation [Архівовано 17 серпня 2011 у WebCite]
- Profile at Poets.org [Архівовано 24 серпня 2011 у Wayback Machine.]
- Snyder talk «Mountains and Rivers without End» [Архівовано 4 березня 2011 у Wayback Machine.] at the Smithsonian Museums of Asian art (Audio 1 hr) at 12 July 2008. Talk programme [Архівовано 4 березня 2011 у Wayback Machine.]
- Shambhala Sun Magazine article «The Wild Mind Of Gary Snyder» by Trevor Carolan [Архівовано 12 березня 2014 у Wayback Machine.] and «Writers and the War Against Nature» by Gary Snyder in Shambhala Sun Magazine [Архівовано 13 березня 2014 у Wayback Machine.]
- 2007 Public Access TV interview (Nevada County TeleVision), 61 minutes [Архівовано 22 грудня 2011 у Wayback Machine.]
- «Gary Snyder»[недоступне посилання] by Bert Almon from the Western Writers Series Digital Editions at Boise State University
- New York Times profile «A Poem, 40 Years Long» 6 October 1996 [Архівовано 26 березня 2014 у Wayback Machine.]
- Gary Snyder on Art, Anarchy and the Environment (2010 San Francisco Film Society interview)
- Gary Snyder Papers at Special Collections Dept., University Library, University of California, Davis